# Іван Козловський (монета)
«Іва́н Козло́вський» — ювілейна монета номіналом 2 гривні, яку випустив Національний банк України. Присвячена 100-річчю від дня народження видатного українського і російського оперного співака, лауреата Державних премій СРСР і Державної премії України імені Т. Г. Шевченка, народного артиста СРСР і народного артиста України Івана Семеновича Козловського (1900—1993 роки).
Монету введено в обіг 15 березня 2000 року. Вона належить до серії «Видатні особистості України».

## Опис монети та характеристики
| Номінал грн. | Метал      | Маса, грам | Діаметр, мм. | Якість виготовлення | Гурт     | Тираж, штук |
| ------------ | ---------- | ---------- | ------------ | ------------------- | -------- | ----------- |
| 2            | нейзильбер | 12,8       | 31,0         | анциркулейтед       | рифлений | 20 000      |

### Аверс
На аверсі монети розмістили дзеркальне зображення ліри на тлі матового рослинного орнаменту та написи: «2000», «УКРАЇНА», «2», «ГРИВНІ».

### Реверс
На реверсі монети розмістили портрет митця у профіль та напис по колу: «1900, ІВАН КОЗЛОВСЬКИЙ, 1993».

## Автори

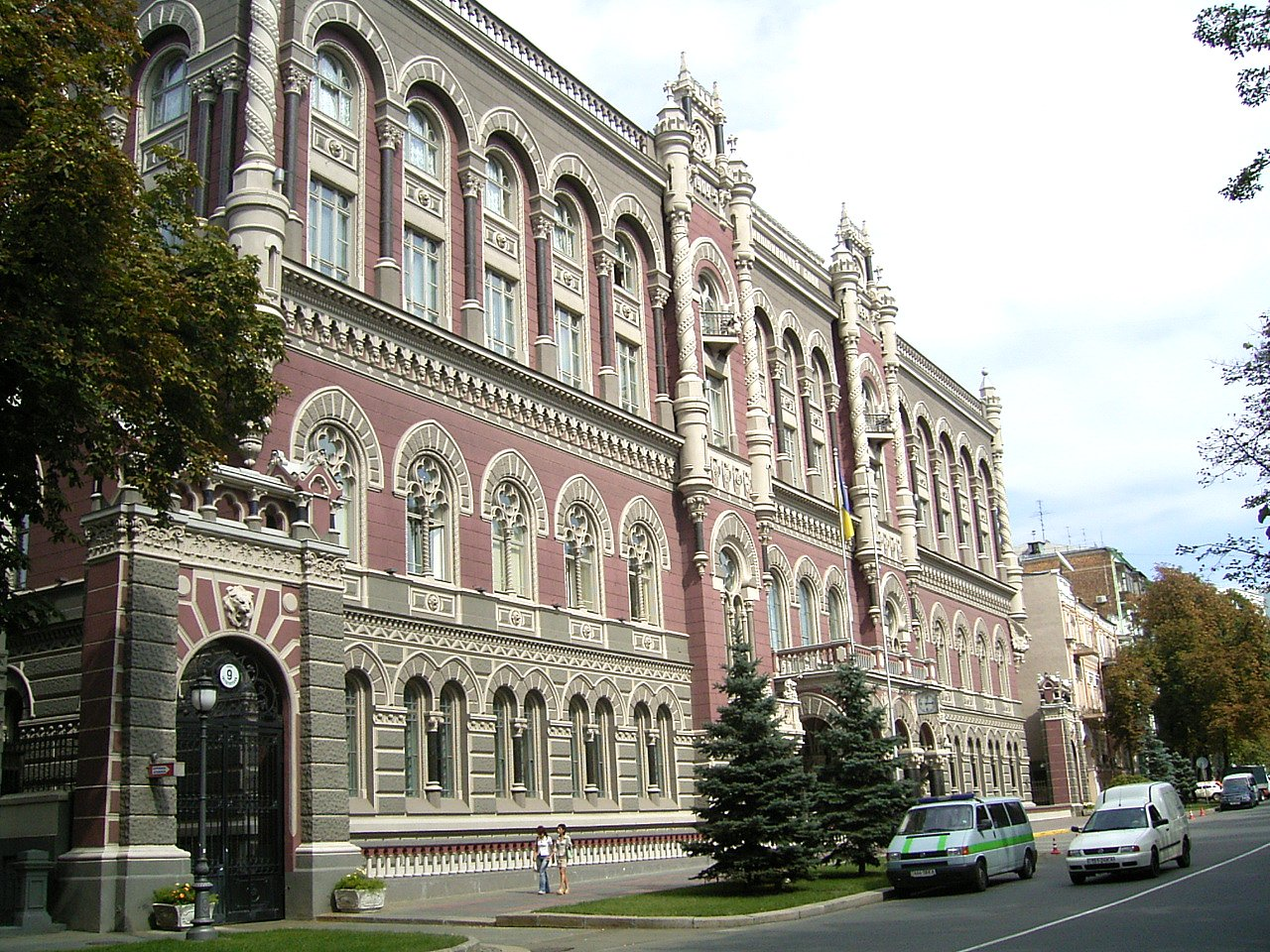
Будівля Національного банку України

- Художники: Микола Кочубей (аверс); Микола Кочубей і Микола Зноба (реверс).
- Скульптор — Святослав Іваненко.

## Вартість монети
Під час введення монети в обіг 2000 року, Національний банк України розповсюджував монету через свої філії за номінальною вартістю — 2 гривні.
Фактична приблизна вартість монети з роками змінювалася так:
| Рік        | 2010 | 2011 | 2012 | 2013 | 2014 | 2015 | 2016 | 2017 | 2018 | 2019 | 2020 | 2021 | 2022 | 2023 | 2024  | 2025  |
| ---------- | ---- | ---- | ---- | ---- | ---- | ---- | ---- | ---- | ---- | ---- | ---- | ---- | ---- | ---- | ----- | ----- |
| Ціна, грн. | 80   | 85   | 100  | 100  | 110  | 140  | 290  | 330  | 390  | 400  | 410  | 420  | 470  | 940  | 3 200 | 2 900 |